# Agavnadzor (Vajots Dzor)
Agavnadzor (Armeens: Աղավնաձոր) is een plaats in Armenië. Deze plaats ligt in de marzer (provincie) Vajots Dzor. Deze plaats ligt 75 kilometer (hemelsbreed) van de Jerevan (de hoofdstad van Armenië) af. 

Kerk van Agavnadzor
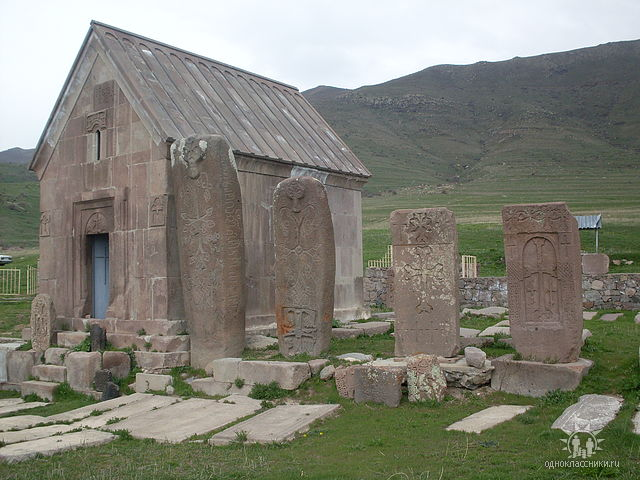
Begraafplaats